# Vladas Jankauskas
Vladas Jankauskas (10 de maio de 1903 — março de 1969) foi um ciclista lituano que competiu no ciclismo nos Jogos Olímpicos de Verão de 1928, representando a Lituânia.